# Медаль «У пам'ять 1500-річчя Києва»
Меда́ль «У па́м'ять 1500-рі́ччя Ки́єва» — ювілейна медаль, державна нагорода СРСР. Введена указом Президії Верховної Ради СРСР 10 травня 1982 року в ознаменування 1500-річчя від заснування міста Києва. Автор медалі — художник Кудь.
1500-річний ювілей та відповідну до нього медаль було встановлено Верховною Радою СРСР згідно з концепцією «1500-річчя Києва» російського радянського історика академіка Б. О. Рибакова.

## Опис
Медаль «У пам'ять 1500-річчя Києва» має форму правильного круга діаметром 32 мм, виготовлена з латуні.
На лицьовому боці медалі — на тлі розгорнутих знамен і променів зображення монумента на честь Жовтневої революції, який був встановлений у Києві на однойменній площі (сучасний Майдан Незалежності). У верхній частині — по колу напис: «В память 1500-летия Киева».
На зворотному боці медалі угорі зображено медаль «Золота Зірка», під нею напис «Городу-Герою слава!». У нижній частині розміщені зображення будівлі Верховної Ради Української РСР (сучасне приміщення Верховної Ради України) та однієї з найстаріших архітектурних пам'яток міста — Софійського собору. Усі зображення та написи на медалі — випуклі.
Медаль за допомогою вушка і кільця з'єднується з п'ятикутною колодочкою, обтягнутою шовковою муаровою стрічкою зеленого кольору шириною 24 мм з подовжніми стрічками завширшки 2 мм червоного та блакитного кольорів по краях. Посередині стрічки — подовжня червона смужка, що має по боках по дві вузькі смужки золотавого кольору.

## Нагородження медаллю
- Перше нагородження медаллю відбулося 26 травня 1982 року — на урочистому засіданні радянського керівництва з приводу відкриття в Києві меморіального комплексу Батьківщина-Мати. Першою медаллю, з обґрунтуванням «за величезний внесок у соціально-культурний і економічний розвиток столиці України міста-героя Києва» — був нагороджений Генеральний секретар ЦК КПРС Л. І. Брежнєв. Медаль Брежнєву вручив сам автор концепції «1500-річчя Києва» академік Б. О. Рибаков.

Ювілейною медаллю «У пам'ять 1500-річчя Києва» нагороджувалися:
- робітники, спеціалісти народного господарства, працівники науки і культури, державних установ та громадських організацій, військовослужбовці та інші особи, які своєю працею зробили внесок в економічний і соціально-культурний розвиток міста і які, як правило, проживали у Києві або його передмістях щонайменше 10 років;
- учасники радянської оборони Києва у період німецько-радянської війни, яких було нагороджено медаллю «За оборону Києва»; радянські партизани і підпільники, які боролися проти гітлерівців у Києві та в його околицях; особи, які брали участь у відвоюванні міста у складі Збройних сил СРСР, незалежно від місця проживання.

Від імені Президії Верховної Ради СРСР нагородження медаллю проводилося виконавчим комітетом Київської міської Ради народних депутатів.
Медаль носиться на лівій стороні грудей, за наявності у нагородженого інших медалей СРСР розташовується після медалі «В пам'ять 250-річчя Ленінграда».
Станом на 1 січня 1995 року медаллю «У пам'ять 1500-річчя Києва» було проведено приблизно 780 180 нагороджень.

Посвідчення до медалі «У пам'ять 1500-річчя Києва»
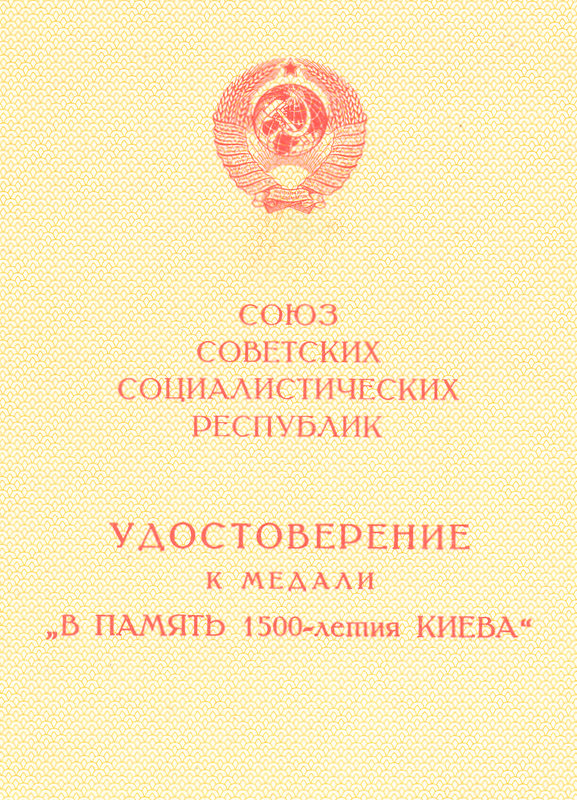
Зовнішній вигляд посвідчення
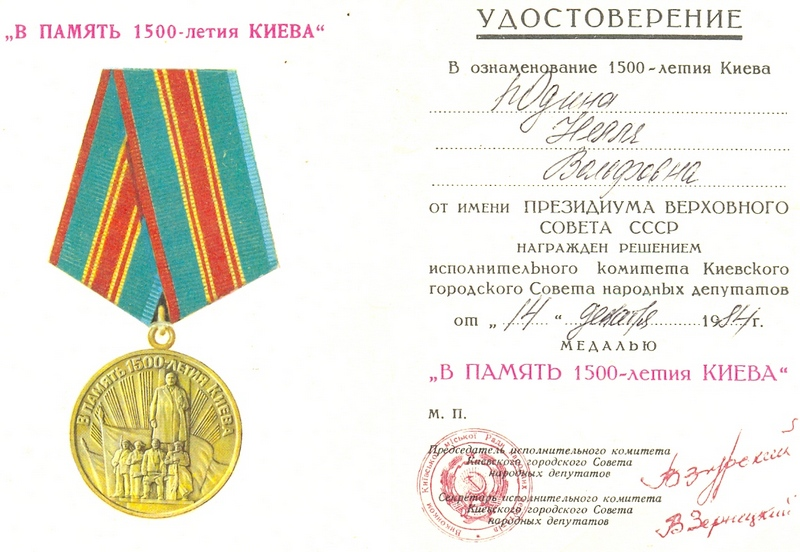
Внутрішній вигляд посвідчення